# Huvan, Uppland
Huvan är en sjö i Norrtälje kommun i Uppland och ingår i Norrtäljeån-Åkerströms kustområde. Sjön har en area på 0,48 kvadratkilometer och ligger 18 meter över havet. Sjön avvattnas av vattendraget Penningbyån.

## Delavrinningsområde
Huvan ingår i det delavrinningsområde (662274-165106) som SMHI kallar för Inloppet i Addarn. Medelhöjden är 37 meter över havet och ytan är 12,65 kvadratkilometer. Det finns ett avrinningsområde uppströms, och räknas det in blir den ackumulerade arean 36,48 kvadratkilometer. Avrinningsområdets utflöde Penningbyån mynnar i havet. Avrinningsområdet består mestadels av skog (66 procent), öppen mark (11 procent) och jordbruk (17 procent). Avrinningsområdet har 0,48 kvadratkilometer vattenytor vilket ger det en sjöprocent på 3,8 procent.